# Lorettoschlacht

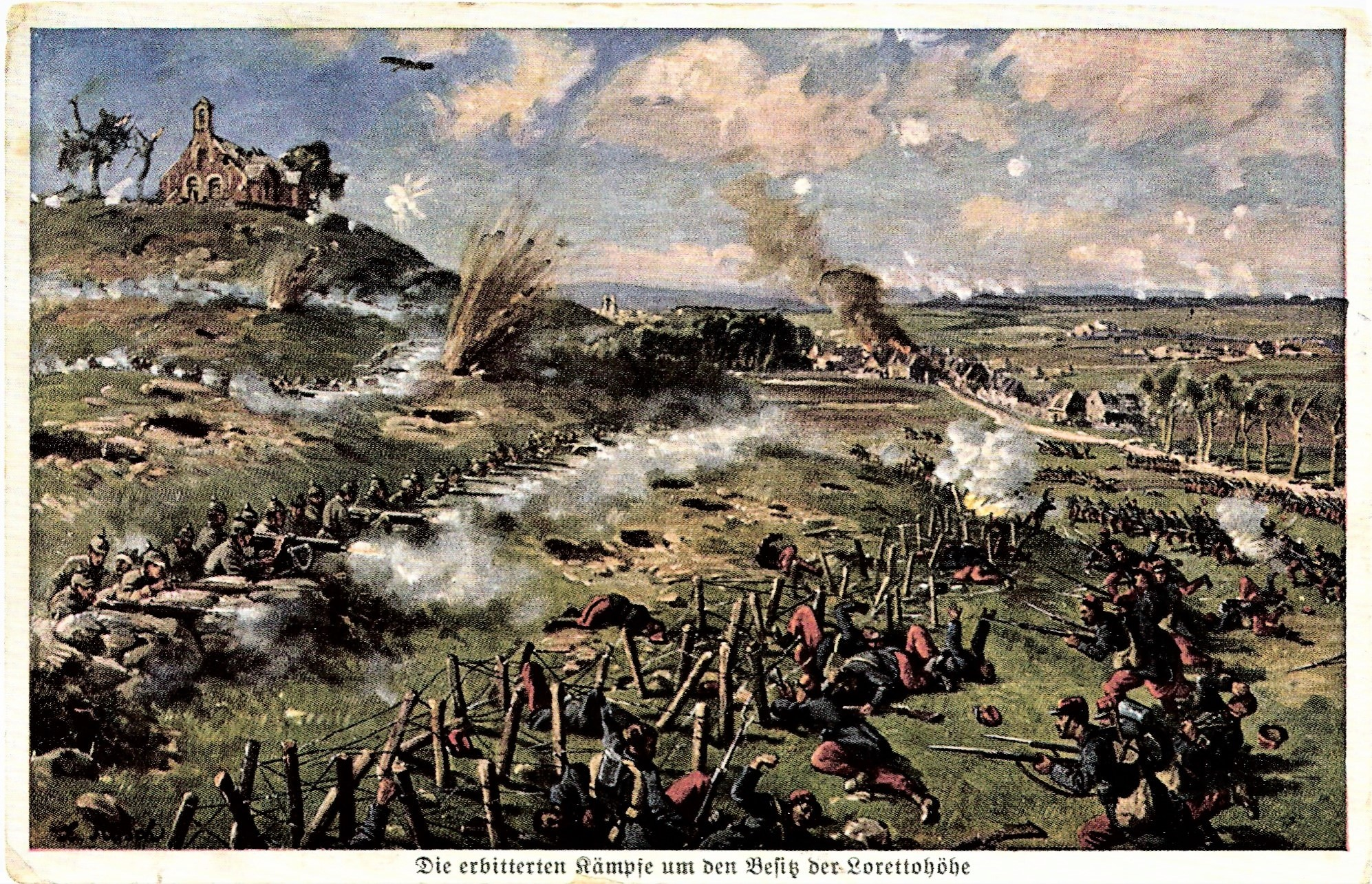
„Die erbitterten Kämpfe um den Besitz der Lorettohöhe“, deutsche Propagandazeichnung

Die Lorettoschlacht fand im Ersten Weltkrieg vom 9. Mai bis 19. Juni 1915 an der Westfront nördlich von Arras statt. Dabei versuchte die französische Armee, die strategisch wichtige Lorettohöhe einzunehmen. Die Schlacht war Teil der übergeordneten Frühjahrsschlacht bei La Bassée und Arras (französisch Deuxième bataille de l’Artois). Benannt wurde sie nach der Kapelle Notre-Dame-de-Lorette, die sich im Kampfgebiet befindet. Wie die gleichzeitig von den Briten durchgeführte Offensive bei Aubers und Festubert nördlich von La Bassée war die Lorettoschlacht eine der typischen verlustreichen und ergebnislosen Schlachten des Ersten Weltkrieges.

## Vorgeschichte
Am 17. Dezember 1914 um 13:30 Uhr stürmte das französische XXI. Corps gegen den Lorettoberg nördlich von Arras an, erreichten die ersten deutschen Schützengräben, blieben jedoch im heftigen Abwehrfeuer vor der zweiten Grabenlinie liegen. Am folgenden Morgen trat das XXXIII. Corps unter General Philippe Pétain gegen Carency an. Mühsam drangen die Soldaten im strömenden Regen vor, der Angriff blieb im Schlamm stecken, an ein weiteres Vorkommen war nicht zu denken. Die 10. Armee hatte 542 Offiziere und 7229 Mann verloren. Die Schlacht verlor sich in Einzelgefechten um Grabenabschnitte und Stützpunkte. General Émile Fayolle, Kommandeur der 70. Division, notierte verzweifelt: „Einmal mehr soll Carency angegriffen werden, sie lassen sich durch nichts davon abbringen. Das 3. Jägerbataillon hat nördlich von Ablain den mittleren Sporn der Anhöhe angegriffen, ist zerschlagen worden und hat zwei Gräben eingebüßt. Aber das bringt sie nicht zum Nachdenken. Ohne Zweifel bedeuten Angriffe nur sinnlose Verluste. Warum also weitermachen? […] Ich glaube, ein Epileptiker, der herumlaufen und ständig ‚Angreifen! Angreifen!‘ schreien würde, wäre heutzutage ein großer Mann“.

## Strategische Ziele
General Joseph Joffre, Oberbefehlshaber der französischen Heeresleitung, und der im Oktober 1914 eingesetzte Oberbefehlshaber der Groupe d’armées du Nord Ferdinand Foch waren die Initiatoren der großen Frühjahrsoffensive von 1915.
Ein neuer Angriff der Entente sollte Bewegung in die zwischen dem flandrischen Schlamm und den bergigen Hochvogesen erstarrte Frontlinie bringen, nachdem die deutsche Offensive im April im Raum Ypern abgewiesen worden war. Bevor die deutsche Seite erneut strategische Reserven freisetzen konnte, beabsichtigte das französische Oberkommando, nun endgültig den strategischen Durchbruch zu erzielen. Hierzu eröffneten nach Auffassung des Oberbefehlshabers nur wenige Kampfgebiete die Möglichkeit: Lokale Angriffe zielten auf die Einnahme des Hartmannsweilerkopfs im Elsass sowie den Argonnerwald. Nach genauer Inspektion seiner Frontabschnitte glaubte General Foch jedoch, vor sich den entscheidenden Schwachpunkt in der deutschen Verteidigungslinie erkannt zu haben, und setzte sich vehement für eine als Entscheidungsschlacht konzipierte Offensive ein.
Der so erkannte „Schwachpunkt“ war ein deutscher Frontvorsprung nach Westen, an der strategisch wichtigen, etwa 11 Kilometer langen und bis zu 188 m hohen Vimy-Hügelkette nördlich von Arras. Die Vimy-Höhen grenzen die flandrische Tiefebene nach Süden hin ab und bildeten ein natürliches Bollwerk in der deutschen Stellung, das das weit gestreckte Steinkohlebecken des Artois (Nordfranzösisches Kohlerevier) deckte. Gelang es, diesen Höhenzug zu nehmen, so konnten von dort nicht nur Douai und das Artois beherrscht werden, vor allem war die Voraussetzung für einen weiträumigen Angriff in die Tiefe des gegnerischen Raumes geschaffen, der den rechten deutschen Flügel nach Norden abdrängen, zerschlagen und das deutsche Heer zum strategischen Rückzug zwingen würde.
General d'Urbal war am 2. April 1915 zum neuen Kommandeur der 10. Armee ernannt worden. Am rechten Flügel am östlichen Stadtrand von Arras (Saint-Laurent-Blangy bis Roclincourt) konzentrierten sich als Rückhalt das X. Corps mit der 19. und 20. Division sowie das XVII. Corps (General Noël Jean-Baptiste Dumas) mit der 34. und 33. Division. Im Zentrum der Frontlinie wurden rechts das XX. Corps (General Maurice Balfourier) gegen den südlichen Abhang der Höhen von Vimy angesetzt, während links das XXXIII. Corps mit der 70. und 77. sowie der marokkanischen Division zum frontalen Hauptstoß auf Loretto und Carency bestimmt war. Am linken Armeeflügel hatte das XXI. Corps (General Maistre) mit der 13. und 43. Division die Aufgabe, über Souchez zum Höhenzug von Vimy durchzubrechen; das IX. Corps (General Louis Amédée Curé) sollte mit der 18. und 17. Division den Angriff auf Loos führen und in Anlehnung zur britischen 1. Armee versuchen, von Norden her auf Lens durchzubrechen. Fochs Hauptziel war es, den beherrschenden Höhenzug von Vimy zu erobern und diese Höhenstellung zu konsolidieren, um zu verhindern, dass deutsche Gegenangriffe die Höhen zurückerobern konnten. Durch Verstärkungen erhöhte sich bei der 10. Armee die Menge der schweren Geschütze auf 293 und die der Feldartillerie auf 1.075 Geschütze. Foch war überzeugt, die feindlichen Stellungen mit dieser Artillerie leerfegen und überrennen zu können. Joffre teilte diese Zuversicht und sagte zu Präsident Raymond Poincaré, vielleicht noch vor dem Sommer, spätestens aber im Herbst werde der Gegner endgültig besiegt sein.
Nicht alle Divisionsführer teilten diesen Optimismus. Die frontnahen Kommandeure wussten um das gut ausgebaute Grabensystem mit beherrschenden Maschinengewehr- und Artilleriestellungen, das die deutschen Truppen inzwischen, wie überall an der Westfront, auch auf den Vimy-Höhen geschaffen hatten. Man würde starke Kräfte benötigen, um einen Durchbruch erzielen zu können.

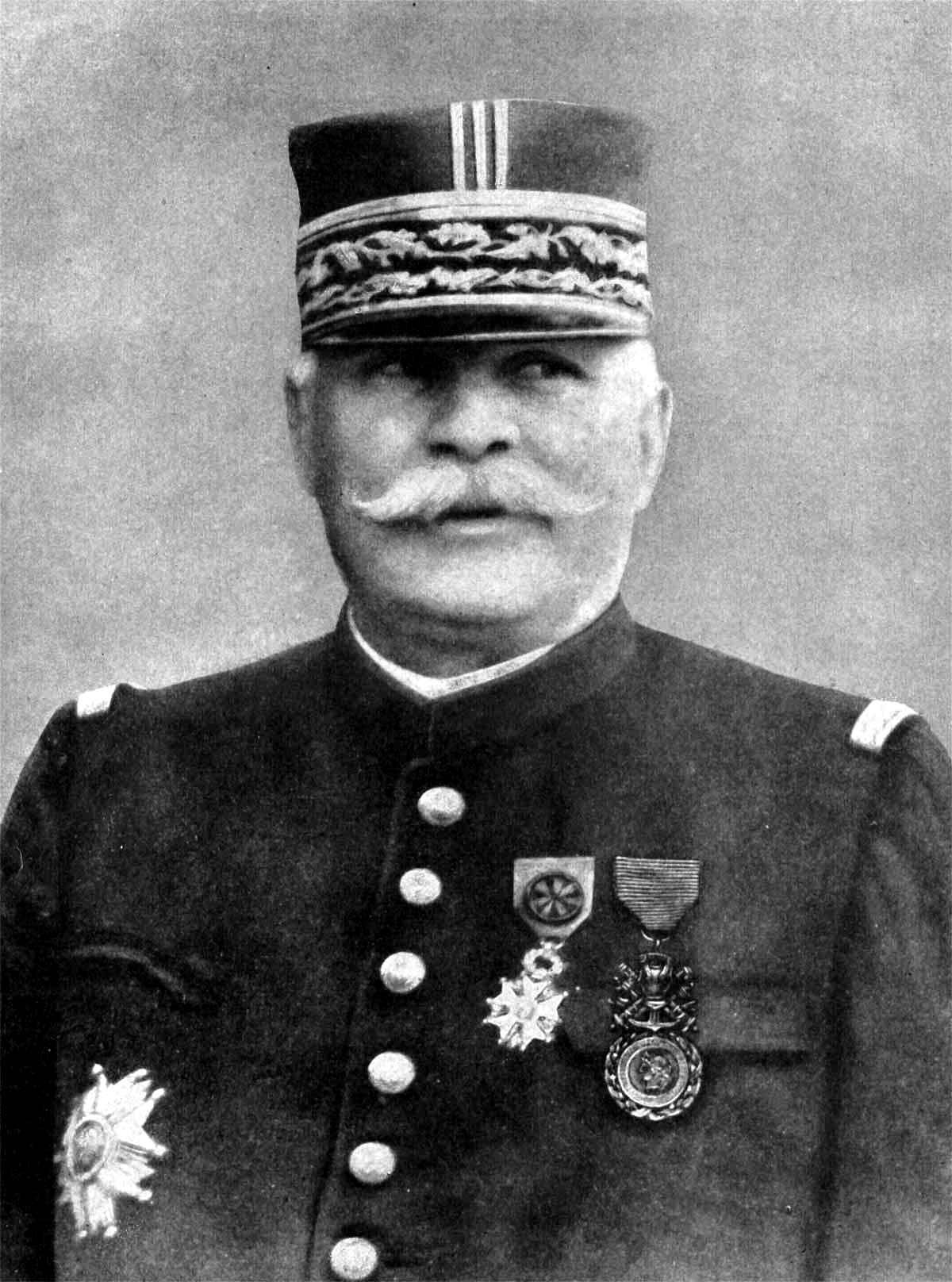
Der französische Oberbefehlshaber General Joffre
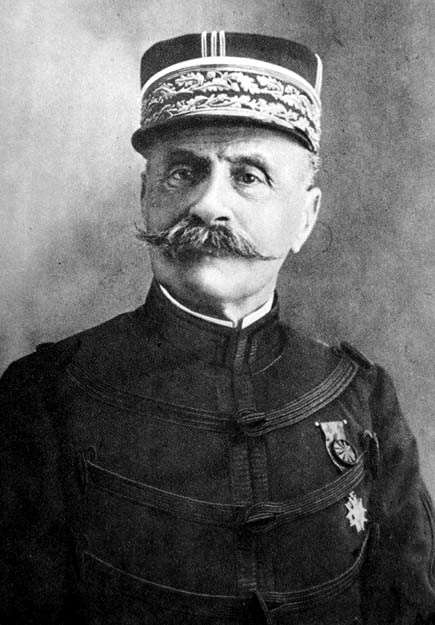
Der Oberbefehlshaber der Groupe d’armées du Nord General Foch
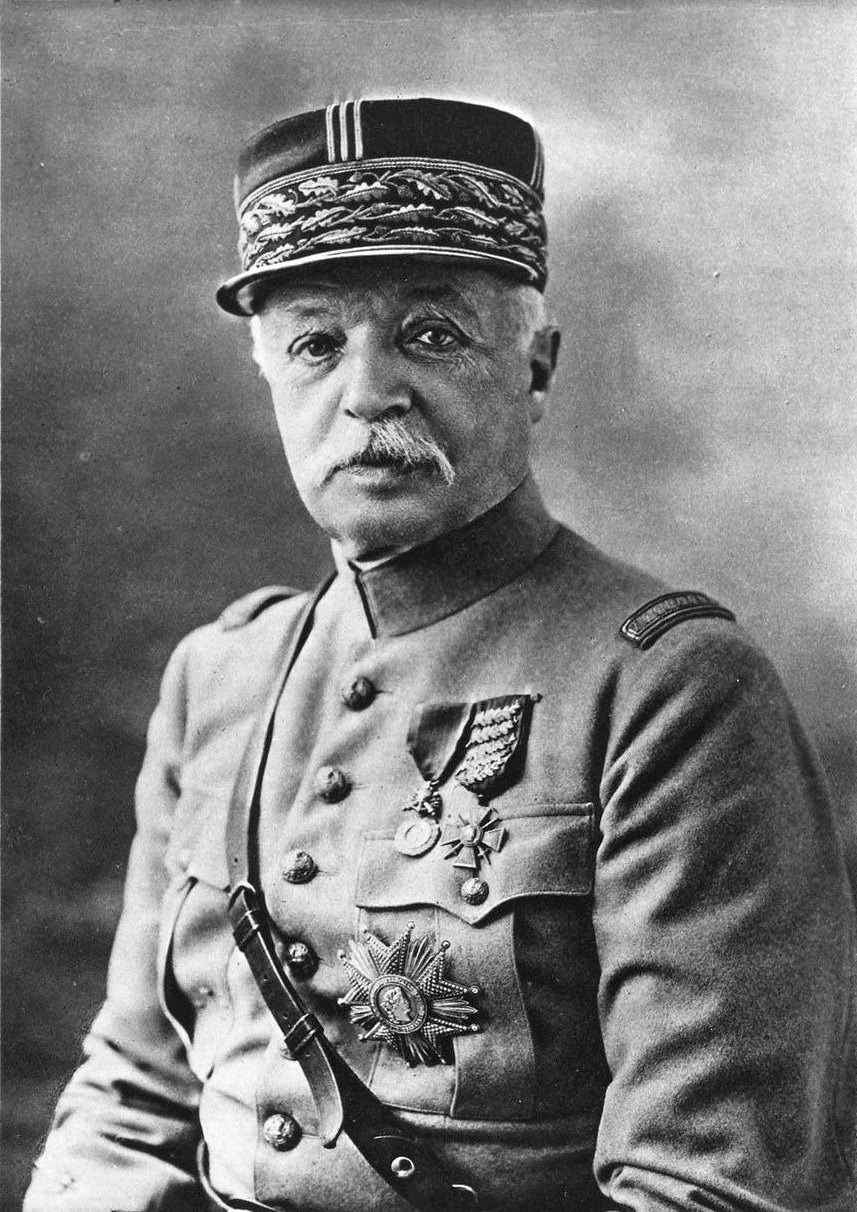
General Fayolle, Kommandeur der 70. Division
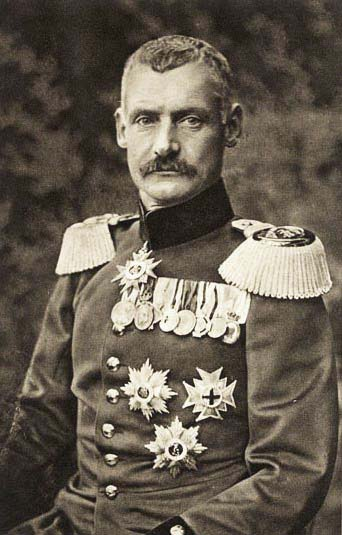
Kronprinz Rupprecht von Bayern, Befehlshaber der deutschen 6. Armee

## Operationsplan

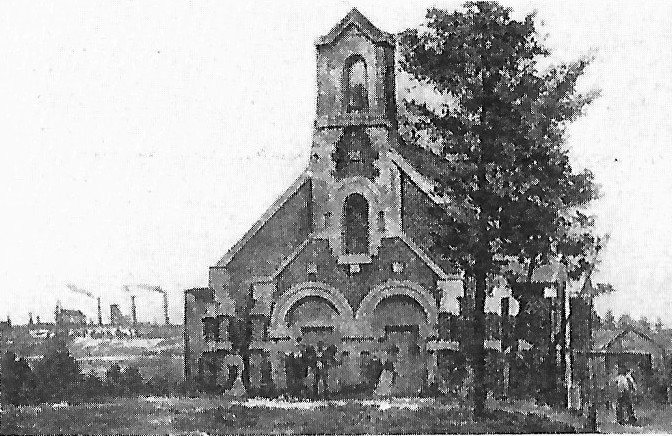
Die Loretto-Kapelle

Der Hauptstoß des Angriffs sollte zentral auf die Vimy-Höhen gerichtet werden, rechts und links flankiert von Angriffen auf Bailleul im Süden und die Lorettokapelle im Norden. Die Führung der um sechs Korps verstärkten 10. Armee wurde General Victor d’Urbal übertragen, dazu erhielt Foch zwei Kavalleriekorps, die nach dem erhofften Durchbruch den Stoß in die Tiefe treiben sollten, sowie weitere Artillerie und Flieger.
Aufgrund der Erfahrungen aus den bisherigen Durchbruchsversuchen sollte nach der Einnahme der ersten Stellungen dem deutschen Gegner keine Zeit gelassen werden, sich wieder festzusetzen oder Reserven zu verschieben. Der Angriff erfolgte daher in einem sehr breiten Frontabschnitt und die Truppen der vordersten Front wurden laufend verstärkt, um die Wucht des Angriffs aufrechtzuerhalten (Offensive à outrance). Außerdem sollte die Artillerie noch viel massiver eingesetzt werden. 780 Feldgeschütze, 293 schwere Haubitzen sowie 124 schwere Mörser gingen in Stellung; für die Feldartillerie wurden rund 600.000 Schuss und für die schwere Artillerie etwa 91.000 Schuss bereitgestellt.
Die schwer zugängliche Lorettohöhe, auch als Höhe 165 bezeichnet, war seit dem Oktober 1914 in der Hand der deutschen 6. Armee unter Kronprinz Rupprecht. Hier verteidigte das deutsche XIV. Armee-Korps, links nach Süden bis in den Raum von Arras flankiert vom I. Bayerische Reservekorps, rechts nördlich des La-Bassée-Kanals gedeckt vom VII. Armee-Korps. In Feindrichtung, an den südwestlichen Ausläufern des Höhenrückens, lagen die von einem gut befestigten Stellungssystem durchzogenen Ortschaften Ablain-Saint-Nazaire und das weiter vorgelagerte Carency; daran anschließend, drei Kilometer im Süden der Höhe 16, das lang gestreckte Straßendorf Neuville-St. Vaast. Dieses wiederum wurde von einem Hochplateau aus überwacht, das mit einem Netz von Gräben, MG-Nestern, Stollen und Unterständen befestigt und durchzogen war: Insgesamt ein tiefgegliedertes Stellungssystem, stacheldrahtbewehrt, mit armierten Häusern und betonierten Kellern als Stützpunkten; verbunden durch Laufgräben, die mit Gewehrauflagen versehen auch wie Schützengräben verteidigt werden konnten, dahinter in Bereitschaft starke, rasch heranführbare Reserven.

## Die Zweite Schlacht im Artois

### Die Schlacht um die Loretto-Höhe

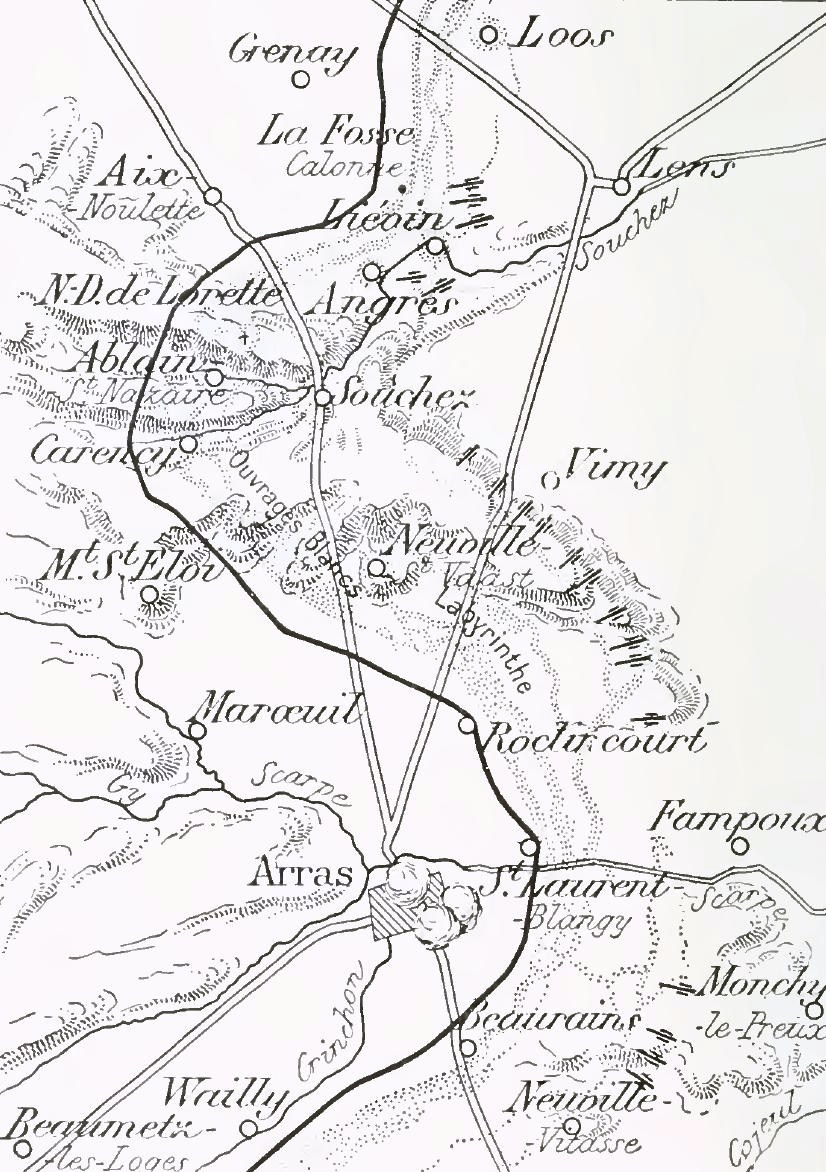
Skizze zur Lorettoschlacht

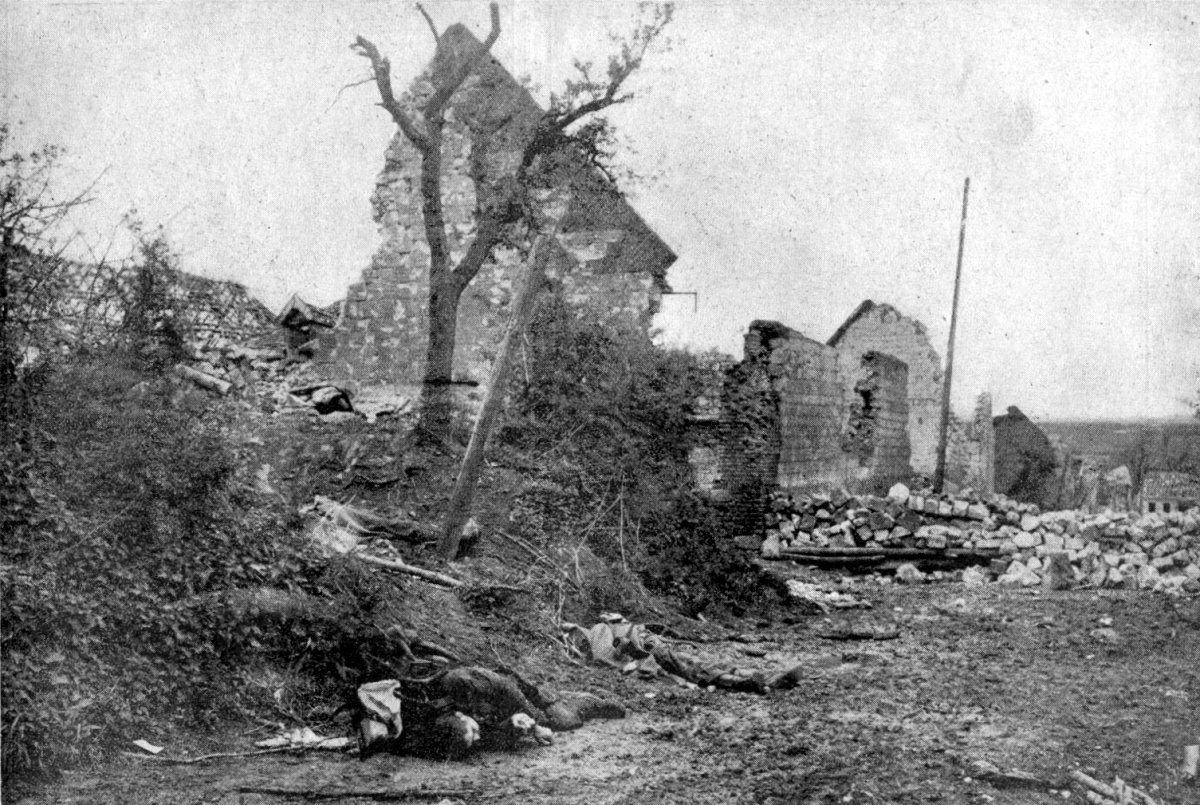
Das von den Franzosen erstürmte Dorf Carency

Dem im Angriffsfeld liegenden deutschen XIV. Armee-Korps (Generalleutnant Karl Heinrich von Hänisch) waren die seit April zunehmenden Bewegungen auf der französischen Seite nicht entgangen. Zudem ging dem Angriff ein fünftägiges Trommelfeuer voraus, das den Deutschen bereits ein größeres Unternehmen des Gegners ankündigte und einen möglichen Überraschungseffekt zunichtemachte.
Im Raum westlich von Lens hatte die Artillerie der französischen 10. Armee am 9. Mai um 6 Uhr morgens mit ihrem Vernichtungsfeuer den Hauptschlag der Schlacht eröffnet. Um 09:30 Uhr bezogen die französischen Truppen die Sturmausgangsstellungen, bei Carency hatten Pioniere 17 unterirdische Stollen gegen die deutschen Stellungen vorgetrieben, die mit je 300 kg Sprengstoff belegt waren und jetzt gezündet wurden. Um 09:45 Uhr wurden die Bajonette aufgepflanzt, um 10 Uhr verlegte sich die Feuerwalze der Artillerie nach hinten, die Infanteristen begannen den Sturmlauf auf einer Breite von 34 Kilometern mit 18 Divisionen. Den Hauptstoß führten das XXI., XXXIII. und XX. Corps auf zwölf Kilometern Breite mit sieben Divisionen. Gegenüber der deutschen 28. Division (Generalmajor Franz Trotta von Treyden) kam der Angriff am besten voran, wenn auch der Gegner längst nicht niedergekämpft war. Im Zentrum gelang es dem XXXIII. Corps unter General Pétain in die deutschen Stellungen einzudringen und sich bis in die zweite Linie, sogar bis auf eine Höhenkuppe mit Ausblick in die Ebene von Douai und die wichtige Eisenbahnstrecke, vorzukämpfen. Insbesondere an der nördlichen Flanken beim XXI. Corps hatten sich noch zahlreiche verborgene MG-Nester gehalten und fügten den Sturmwellen schwere Verluste zu. Die Flankenangriffe des XVII. Corps (General Dumas) im Süden zwischen Bailleul-Sir-Berthoult und Saint-Laurent-Blangy blieben gleichfalls liegen. Die Verteidigung der Loretto-Höhe oblag der deutschen 55. Infanterie-Brigade (Generalmajor von Olszewski), mit der wichtigen Höhe von Notre-Dame de Lorette. Südlicher anschließend musste die 5. Reserve-Division (Generalmajor Kreß von Kressenstein) des bayerischen I. Reserve-Korps unter General Karl von Fasbender an der Linie Roclincourt – La Targette – Carency der Hauptlast des französischen Angriffes standhalten. Die 70. Division unter General Émile Fayolle nahm Carency, zentral stürmte die marokkanische Division (Divisionsgeneral Blondlat) Givenchy und stieß über das Dorf Le-Petit-Vimy an der Höhe 140 vorbei, links davon drang die 77. Division bis nach Souchez vor.

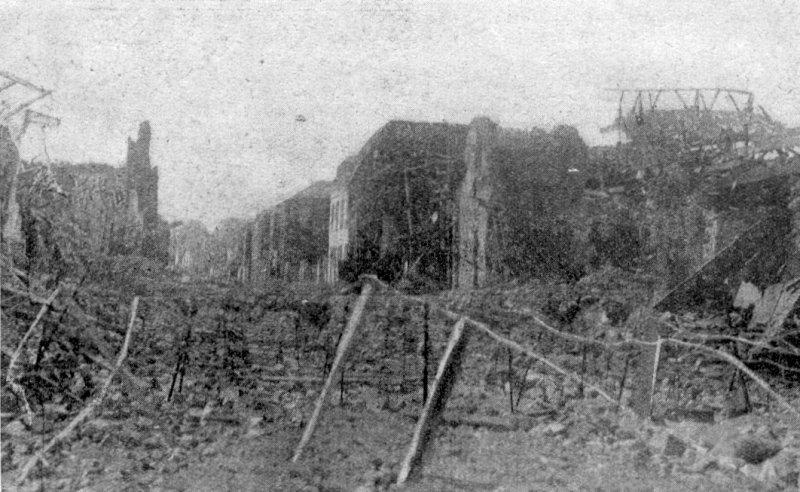
Carency

Südlich davon führte das französische XX. Corps den Angriff in Richtung auf Thelus, die 39. Division (General Pierre Nourrisson) erstürmte La Targette und griff weiter gegen Neuville-Saint-Vaast an. Damit war ein vier Kilometer tiefer Einbruch in die deutschen Stellungen erzielt; erste Verteidiger ergaben sich, das Abwehrfeuer wurde zunehmend unkoordinierter. Um 12:30 Uhr sollte die Armeereserve in die Schlacht eingeführt werden: Doch nun kam der Angriff ins Stocken: Die Reserve, deren Einsatz für den Stoß in die Tiefe hätte erfolgen sollen, lag noch immer in Béthonsart, zwölf Kilometer vor der ursprünglichen Ablauflinie, während die eigenen Angriffsspitzen vom Feuer der eigenen Artillerie eingedeckt wurden, deren Feuerwalze ebenfalls noch nicht weiter vorverlegt hatte. Der zentrale Operationsplan hatte ein langsameres Vorrücken angenommen und kam nun aus dem Takt; General d’Urbal verpasste den möglicherweise entscheidenden Moment zum endgültigen Durchbruch. Die südlich anschließende bayerische 1. Reserve-Division (Generalleutnant Alfred Göringer) konnte in ihrem Abschnitt nach erbittertem Nahkämpfen die Angriffe des französischen XVII. Corps abschlagen. Die deutschen Reserven (58. und 115. Infanterie-Division) waren bereits zur Stelle und begannen sofort die Einbrüche abzuriegeln. Als er am Abend die Angriffsreserve zum Einsatz brachte, hatte die Wucht des Angriffs bereits spürbar nachgelassen und war stattdessen einem heftigen Grabenkampf gewichen.

### Schlacht von Aubers am 9. und 10. Mai

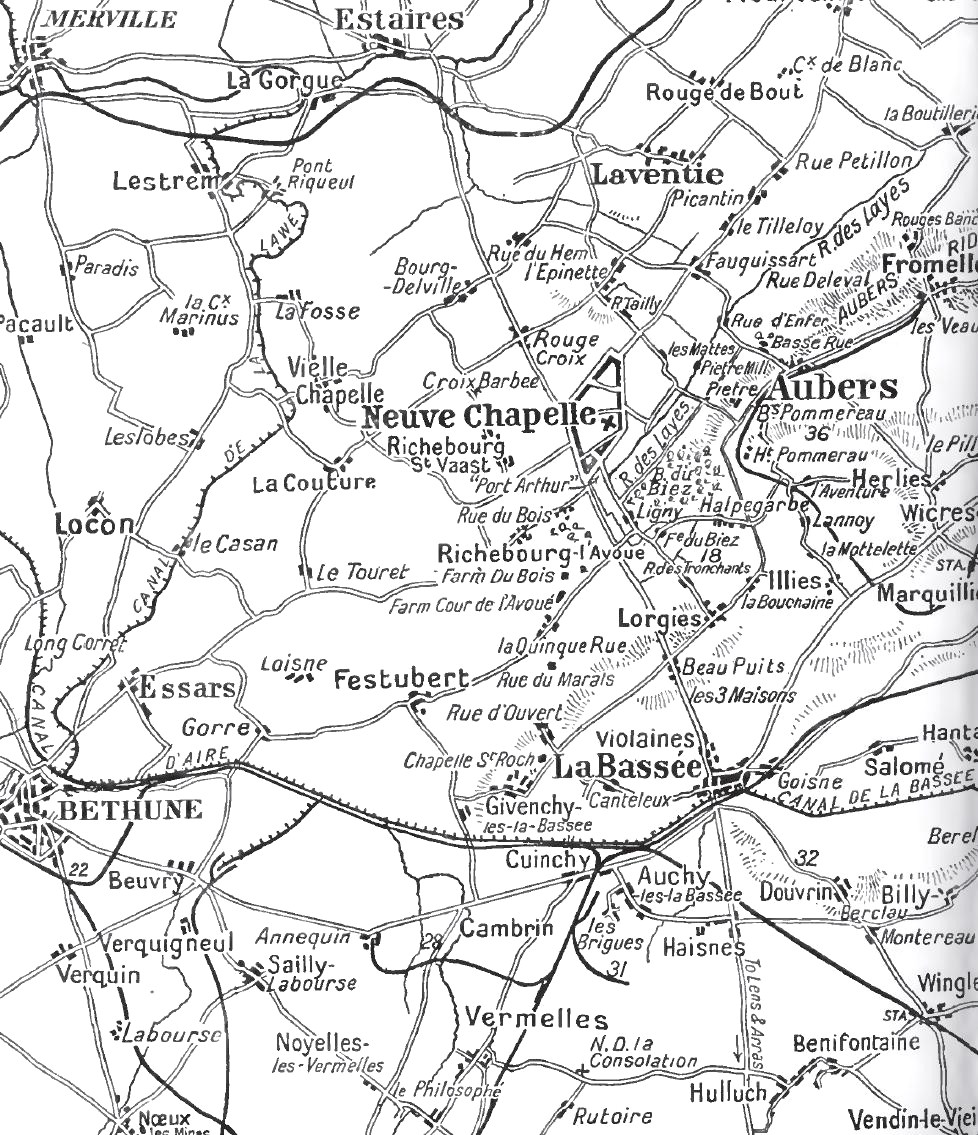
Der englische Abschnitt: Aubers und Festubert

Nördlich der französischen 10. Armee begannen die Engländer am 9. Mai 1915 ihre Offensive gleichzeitig im Raum nordwestlich von La Bassée mit zusammen 9 Divisionen (etwa 90 000 Mann) gegen das deutsche VII. Armeekorps. Der Angriff der britischen 1. Armee unter General Douglas Haig bei Neuve-Chapelle und auf Fromelles südlich von Armentières hatte das Ziel, den Höhenzug von Aubers durch beidseitige Umfassung einzunehmen (Battle of Aubers Ridge). Der aus dem Raum Laventie erfolgte Angriff des IV. Corps unter General Henry Rawlinson (7. und 8. Division, Reserve: 49. (West Riding) Division) brach aufgrund fehlerhafter Artillerievorbereitung bereits nach einigen Stunden vor den Abwehrstellungen der bayerischen 6. Reserve-Division zusammen. Auch der Einsatz des Indischen Korps unter General James Willcocks brachte keine weiteren Erfolge, der Sturmangriff der 7. (Meerut) Division (Generalleutnant C. A. Anderson) endete zum größten Teil bereits vor den deutschen Stellungen in einem Desaster. Mehr Erfolg hatte derweil der Angriff des französischen IX. Corps südlich davon im Raum östlich von Sailly-Labourse. Diesem gelang es, der deutschen 29. Division den Ort Vermelles zu entreißen, vier Kilometer tief einzubrechen und Loos zu erreichen.

### Schlacht von Festubert, 15. bis 25. Mai
General Haig ließ am 15. Mai seinen rechten Flügel nochmalig zum Generalangriff antreten. In der Battle of Festubert versuchte das I. Corps unter General Charles Monro (1., 2. und 47. Division) die Front der deutschen 14. Division einzurennen. Die 7. Division (General Gough) war als zusätzliche Verstärkung zum rechten Flügel verlegt worden und die bereits durch Angriffe abgekämpfte 1. Division (General Haking) durch die 2. Division (Generalmajor Horne) abgelöst; zwei Brigaden der zusätzlich herangebrachten kanadischen 1. Division (Generalleutnant Edwin Alderson) bildeten zunächst die Reserve. Ein Scheinangriff in der Nacht vom 16./17. Mai durch eine indische Brigade wurde von den Gegnern frühzeitig entdeckt und aufgehalten. Als die kanadische 3. Brigade (Generalmajor R. E. W. Turner) am 18. Mai angriff, verzögerte sich das Artilleriefeuer und der über schlammigen Boden geführte Frontalangriff zerschellte im heftigem deutschen Maschinengewehrfeuer. Der Angriff der kanadischen 2. Brigade (Oberst Arthur Currie) am 21. Mai stieß auf ein ähnliches Schicksal: die Artilleriebombardements schlugen fehl, die Männer griffen auf offenem Gelände an und wurden dezimiert: fast 2.500 Kanadier waren innerhalb einer Woche getötet oder verwundet. Auch die folgenden Angriffe der britischen 2. und 7. Division brachten nur geringe Geländegewinne, aber weitere hohe Verluste an Mannschaften.

### Fortsetzung der französischen Angriffe bei Carency und Souchez

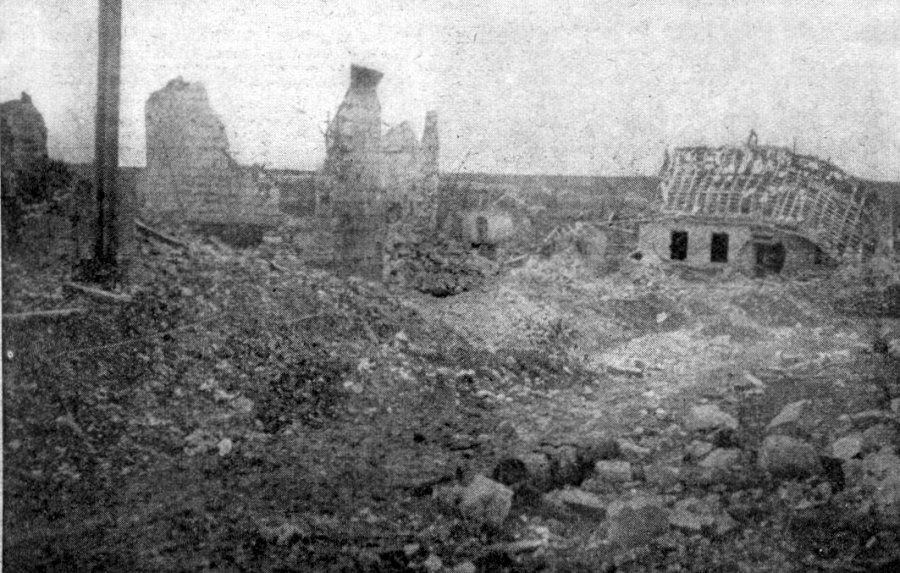
Das zerstörte Carency

Der am 10. Mai fortgesetzte Angriff der französischen 10. Armee brachte nur noch wenige hundert Meter Geländegewinn. General d’Urbal ließ trotz aller Verluste weiter stürmen, allein um die Einnahme der Zuckerfabrik in Souchez tobten tagelange Gefechte.
Im deutschen Heeresbericht hieß es: „Südwestlich Lille setzte der als Antwort auf unsere Erfolge in Galizien erwartete große französisch-englische Angriff ein. Er richtete sich gegen unsere Stellungen von östlich Fleurbaix – östlich Richebourg – östlich Vermelles, in Ablain, Carency, Neuville und St. Laurent bei Arras. Der Feind führte mindestens vier neue Armeekorps in den Kampf neben den in jener Linie schon längere Zeit verwendeten Kräften. Trotzdem sind wiederholte Angriffe fast überall mit sehr starken Verlusten für den Feind abgewiesen worden. Im Besonderen war das bei den englischen Angriffsversuchen der Fall. Etwa 500 Gefangene wurden gemacht. Nur in der Gegend zwischen Carency und Neuville gelang es dem Gegner, sich in unserer vordersten Linie festzusetzen. Der Gegenangriff ist im Gange.“
Am 11. Mai wurden noch einmal kleinere Geländegewinne bei der Lorettokapelle und 50 deutsche Gefangene gemacht, ein deutscher Gegenangriff wurde abgewehrt, schließlich gelang den Franzosen am 12. Mai die Erstürmung der Lorettohöhe. Dabei war der Kommandeur der bei Mont-Saint-Éloi eingesetzten französischen 77. Division, Brigadegeneral Jean Paul Stirn bei den Angriffen auf die Höhen von Berthonval gefallen, sein Nachfolger wurde General Delmotte. General Pétain schlug Maistre einen gemeinsamen Angriff auf Souchez vor, der aber aufgrund der Erschöpfung der Divisionen des XXI. Corps nicht sofort möglich war. Pétain ersetzte seinen Plan der drei begrenzten Angriffe gegen Carency, den Bois 125, Ablain und Souchez durch einen Angriff im Süden gegen Neuville.
Nachdem die Divisionen des deutschen XIV. Armee-Korps und auch die 58. Division nach zwei Kampftagen abgekämpft waren, forderte Prinz Rupprecht dringend Verstärkungen. General von Falkenhayn ernannte General der Infanterie Ewald von Lochow, dem Befehlshaber des Generalkommandos III mit der Vorbereitung des Gegenangriffes. Die neu aufgestellte 117. Division (General der Infanterie Ernst Kuntze) begann in der Nacht vom 13. auf den 14. Mai mit der Ablösung der 28. Division, die 5. bayerische Reserve-Division wurde tagsüber abgelöst. General Julius Riemann, der Kommandierende General des VIII. Armee-Korps, übernahm mit der 16., 58., 115. und einen Teil der 15. Division den Sektor der 29. Division von Souchez bis Neuville.
General von Lochow übernahm vom 14. Mai bis 12. Juni die oberste Führung im bedrohten Angriffsbereich: Im Brennpunkt der Schlacht zwischen Carency, Ecurie und Neuville wurde die bayerische 5. Reserve-Division und die 58. Division ab 13. Mai aus der Front gelöst und durch die 16. Division (Generalleutnant Fuchs) abgelöst, welche auf einer 2 km breiten Front von Souchez bis zum Hügel 123 Stellung bezog. Bei der neuen befehlsführenden Armee-Gruppe Lochow wurden drei Korps-Abschnitte eingerichtet: rechts hielt die Front das XIV. Armee-Korps mit der frischen 117. Division und der 85. Reserve-Brigade, das VIII. Armee-Korps mit der 58. und 115. Division verteidigte den Abschnitt zwischen Carency und der Straße von Arras nach Lens während das Bayerische 1. Reserve-Korps mit der Bayerischen 1. Reserve-Division und der 52. Infanterie-Brigade die Stellungen von der Straße bis zum Fluss Scarpe verteidigte.
Der deutsche Heeresbericht meldete: „Die zwischen Carency und Neuville (in der Gegend nördlich von Arras) von den Franzosen in den letzten Tagen genommenen Gräben sind noch in ihrem Besitz. Im übrigen waren auch gestern alle Durchbruchsversuche des Feindes vergeblich; seine Angriffe richteten sich hauptsächlich gegen unsere Stellungen östlich und südöstlich von Vermelles, gegen die Lorettohöhe, die Orte Ablain, Carency sowie gegen unsere Stellungen nördlich und nordöstlich von Arras. Sämtliche Vorstöße brachen unter den schwersten Verlusten für den Feind zusammen.“
Danach war der ersehnte Durchbruch für die Franzosen nicht mehr zu erreichen. Nochmals, am 16. Juni 1915 um 12:15 Uhr, ließ Joffre unter Aufbietung aller Kräfte angreifen, jedoch vergeblich. Wieder meldete der Heeresbericht: „... beiderseits des Loretto-Höhenrückens, und bei Souchez sowie nördlich von Arras bei Neuville brachen erneute französische Angriffe in unserem Feuer zusammen. Besonders starke Verluste erlitten die Franzosen auf der Lorettohöhe sowie bei Souchez und Neuville.“ Fayolle notierte am 17. in seinem Tagebuch „Der Generalangriff ist gescheitert.“
Trotzdem folgten weitere Angriffe in den folgenden Wochen, die keinen weiteren Geländegewinn brachten. General Louis Curé, Befehlshaber des IX. Corps appellierte persönlich an Präsident Poincaré, die sinnlosen lokalen Offensiven einzustellen. Joffre zog jedoch in seinen Memoiren lediglich den Schluss, die Offensive sei nicht gelungen, da die Reserven zu weit entfernt gewesen wären und der Angriff an einem zu schmalen Frontstreifen geführt worden wäre – das habe dem deutschen Gegner die Möglichkeit gegeben, rasch ungebundene Kräfte als Reserven an die Einbruchsstelle zu werfen. Sein Fazit: „Wir müssen mehr Feinde töten, als sie von unseren Männern töten können.“ Erst sechs Wochen nach dem Beginn der Offensive ließ General Foch die Angriffe endgültig einstellen.

## Ergebnis und Folgen
Die Offensive führte bis zum 12. Mai zur Einnahme der Lorettohöhe und der völlig zerstörten Orte Ablain-St. Nazaire, Carency und des Westteils von Souchez durch die Franzosen. Aber einem Geländegewinn von 1,9 Kilometern Tiefe auf einer Frontbreite von 5,4 Kilometern standen Verluste von 60.000 Soldaten gegenüber.
Es zeigte sich erneut die Überlegenheit der Verteidigung (gut ausgebaute Stellungen und geschickt positionierte Maschinengewehre) gegenüber dem Angriff (schwierige Kommunikation zwischen vorrückender Infanterie und rückwärtigen Stäben bzw. der Artillerie).
Die französisch-britischen Gesamtverluste im Raum Arras-Lille beliefen sich auf etwa 132.000 Mann. Abgesehen von den Menschenverlusten ergaben Berechnungen, dass ein Tag der Kämpfe an der Westfront den gesamten Kriegskosten von 1870/71 entsprach. Die Offensive hatte trotzdem weder strategische noch taktische Vorteile für die alliierte Seite erbracht. Die Versuche der Alliierten, einen Durchbruch zum Übergang in den Bewegungskrieg zu erzielen, waren erneut gescheitert.

## Gedenken
Heute befindet sich zum Gedenken an die zahlreichen Gefallenen auf der Lorettohöhe der Nationalfriedhof mit der neuen Kapelle Notre Dame de Lorette – von der alten sind nur noch wenige Steine geblieben. Auf dem Ehrenfriedhof ruhen 39.979 Gefallene, davon die eine Hälfte in Einzelgräbern, die andere in Gebeinhäusern. Am 11. November 2014, dem 96. Jahrestag des Waffenstillstandes 1918, eröffnete der französische Präsident François Hollande nahe dem Friedhof ein Gefallenenmahnmal.
In Vermelles (10 km nordöstlich von Lens) ist ein britischer Soldatenfriedhof mit über 2000 Toten des Ersten Weltkriegs. Er wurde im August 1915 angelegt.